# Тихорецкий бульвар
Тихоре́цкий бульва́р (название утверждено 23 мая 1977 года) — бульвар, расположенный в Юго-Восточном административном округе города Москвы на территории района Люблино.
Нумерация домов начинается от Ставропольской улицы.

## История
Бульвар назван в 1977 году по городу Тихорецк, райцентру Краснодарского края, в связи с его расположением на юго-востоке Москвы. Название перенесено с упраздненной улицы города Люблино.

## Расположение
Тихорецкий бульвар представляет собой две параллельные улицы, идущие на юго-запад. Начинаются они от аллеи Кремлёвских Курсантов и заканчиваются переходом в Краснодарскую улицу.

## Примечательные здания и сооружения

### по нечётной стороне
- Дом 1 — торгово-ярмарочный комплекс «Москва».
- Дом 1, стр. 2а — торговый комплекс «Люблинское Поле».
- Дом 1, стр. 70 — банк «Авангард», денежные переводы «Western Union».

### по чётной стороне
- Дом 2, корпус 1 — магазин Пивная Анатомия; почтовое отделение № 109384.
- Дом 2, корпус 1 — магазин «Дикси».
- Дом 8 — детский сад № 1029 (для детей с нарушением речи).
- Дом 8а — центр образования № 460.
- Дом 10 — центр образования № 460 (4—8 классы).
- Дом 12, корпус 1 — супермаркет "Лента", Библиотека №105.
- Дом 14, корпус 2 — инженерная служба ГУ, диспетчерская района Люблино.

## Транспорт

### Автобус
- 658: метро «Братиславская» — метро «Люблино» — метро «Волжская» — метро «Кузьминки»

### Метро
- Станция метро «Люблино» Люблинско-Дмитровской линии — в 700 м на запад от пересечения с Краснодарской улицей.